# Hola (Kenia)
Hola o también conocido como Galole, es un pequeño pueblo en Kenia en el río Tana, con una población de 6932 habitantes. Hola es la capital del condado del río Tana, en la provincia costera. Se trata de una zona de mercado, y el portal del distrito de Ijara. Además de la zona regable de la Hola agrícola, hay un hospital y un centro penitenciario dentro de la ciudad.